# Mymoń
Mymoń est une localité polonaise de la gmina de Besko, située dans le powiat de Sanok en voïvodie des Basses-Carpates.